# 昆瓦尔加奥恩
昆瓦尔加奥恩（Kunwargaon），是印度北方邦Budaun县的一个城镇。总人口6754（2001年）。

## 人口
该地2001年总人口6754人，其中男性3652人，女性3102人；0—6岁人口1271人，其中男707人，女564人；识字率46.08%，其中男性为55.75%，女性为34.69%。